# Ivar Säfstrand
Ivar Arthur Säfstrand, född 23 juni 1872 i Göteborg, död 29 maj 1974 i Hörby, var en svensk publicist och politiker (liberal). 
Ivar Säfstrand, som var son till en organist, tog själv organistexamen 1895 och verkade därefter som organist och kantor i Göteborg 1895-1898 och i Hörby och Lyby 1898-1947. 
Tidigt gick han in för journalistiken. Efter att ha varit redaktör Hörby-Posten Central-Skåne 1902-1910 grundade han 1911 den liberala dagstidningen Mellersta Skåne, vars chefredaktör han förblev till 1961. Han gjorde sig känd för sin skarpt kritiska linje mot nazismen, och var, vid sidan av Torgny Segerstedt på Göteborgs Handels- och Sjöfartstidning och Johannes Anton Selander på Eskilstuna-Kuriren, den enda liberala tidningsman som under andra världskriget inte lät sig påverkas av samlingsregeringens inskränkningar i tryckfriheten.
Parallellt med musik och journalistik var han också partipolitiskt aktiv liberal. Han var ordförande i Malmöhus läns valkretsförbund av frisinnade landsföreningen fram till partisplittringen 1923 och därefter ordförande för valkretsförbundet för Sveriges liberala parti fram till återföreningen 1934. Han var också vice ordförande i Hörby köpingsfullmäktige 1911-1914 och 1918-1940.
Han var även riksdagsledamot i andra kammaren för Malmöhus läns mellersta valkrets 1912-1914. I riksdagen var han bland annat suppleant i konstitutionsutskottet 1913-1914. Som riksdagsman engagerade han sig bland annat i förvaltningsfrågor.